# Cortinarius serratissimus
Cortinarius M.M. Moser – gatunek grzybów należący do rodziny zasłonakowatych (Cortinariaceae).

## Systematyka i nazewnictwo
Pozycja w klasyfikacji według Index Fungorum: Cortinarius, Cortinariaceae, Agaricales, Agaricomycetidae, Agaricomycetes, Agaricomycotina, Basidiomycota, Fungi.
Po raz pierwszy opisał go w 1968 r. Meinhard Michael Moser w Szwajcarii i nadana przez niego nazwa jest aktualna.

## Morfologia
Kapelusz
Średnica 2–5 cm, dzwonkowaty lub wypukły, higrofaniczny. Powierzchnia włókienkowata, sucha, ciemnobrązowa z fioletowym odcieniem.
Blaszki
Przyrośnięte, fioletowobrązowe.
Trzon
Wysokość 4–8 cm, grubość 0,5–0,9 cm, cylindryczny, u podstawy nieco rozszerzony. Powierzchnia na szczycie biaława, z fioletowym odcieniem, w dolnej części jasnobrązowa z drobnymi reszxtkami białej osłony. Po potarciu przebarwia się na brązowo.
Miąższ
Jasnoszarobrązowy, w górnej części trzonu z fioletowym odcieniem.
Cechy mikroskopowe
Zarodniki 10–11 × 6–7 μm, Q=1,5-1,7, brązowe, elipsoidalne, umiarkowanie brodawkowane.

## Występowanie i siedlisko
Znane jest występowanie Cortinarius serratissimus w Europie i w na pojedynczych stanowiskach w Ameryce Północnej. Brak go w opracowanym w 2003 r. przez Władysława Wojewodę wykazie wielkoowocnikowych grzybów podstawkowych Polski, jego stanowiska w Polsce podał T. Ślusarczyk w 2021 r. i jest wymieniony w internetowym atlasie grzybów.
Naziemny grzyb mykoryzowy. Występuje w lasach liściastych, często na wapiennym podłożu, głównie pod bukami, dębami, leszczynami i lipami.